# روجر فينكه
روجر فينكه (بالإنجليزية: Roger Finke)‏ هو عالم اجتماع أمريكي، ولد في 1954.